# +972 Magazine
+972 Magazine is een links georiënteerd online nieuws- en opinietijdschrift uit Israël, opgericht in augustus 2010 door een collectief van vier Israëlische schrijvers uit Tel Aviv. Volgens Noam Sheizaf, medeoprichter en CEO van +972, wilde het magazine een nieuwe en “voornamelijk jonge stem laten horen die zou deelnemen aan het internationale debat over Israël en Palestina”.
De website is vernoemd naar het internationale netnummer 972, dat zowel door Israël als door een deel van de bevolking in Palestina wordt gebruikt. De artikelen worden door een groep bloggers voornamelijk in het Engels geschreven om een internationaal publiek te bereiken.